# Lijst van voetbalinterlands Finland - Malta
Deze lijst van voetbalinterlands is een overzicht van alle officiële voetbalwedstrijden tussen de nationale teams van Finland en Malta. De landen speelden tot op heden negen keer tegen elkaar. De eerste ontmoeting, een vriendschappelijke wedstrijd, werd gespeeld in Ta' Qali op 7 februari 1988. Het laatste duel, een kwalificatiewedstrijd voor het Wereldkampioenschap voetbal 2026, vond plaats op 21 maart 2025 in Ta' Qali.

## Wedstrijden
| №  | Plaats   | Datum            | Competitie           | Wedstrijd       | Uitslag |
| -- | -------- | ---------------- | -------------------- | --------------- | ------- |
| 1  | Ta' Qali | 7 februari 1988  | Vriendschappelijk    | Malta – Finland | 2 – 0   |
| 2  | Ta' Qali | 12 februari 1989 | Vriendschappelijk    | Malta – Finland | 0 – 0   |
| 3  | Ta' Qali | 25 november 1990 | EK 1992 kwalificatie | Malta – Finland | 1 – 1   |
| 4  | Helsinki | 15 mei 1991      | EK 1992 kwalificatie | Finland – Malta | 2 – 0   |
| 5  | Ta' Qali | 25 maart 1998    | Vriendschappelijk    | Malta – Finland | 0 – 2   |
| 6  | Ta' Qali | 31 maart 2004    | Vriendschappelijk    | Malta – Finland | 1 – 2   |
| 7  | Ta' Qali | 3 maart 2010     | Vriendschappelijk    | Malta – Finland | 1 – 2   |
| 8  | Belek    | 26 maart 2018    | Vriendschappelijk    | Finland – Malta | 5 – 0   |
| 9  | Ta' Qali | 21 maart 2025    | WK 2026 kwalificatie | Malta − Finland | 0 – 1   |
| 10 | Helsinki | 14 november 2025 | WK 2026 kwalificatie | Finland − Malta |         |

## Samenvatting
| Competitie        | Totaal gespeeld | Winst Finland | Gelijk | Winst Malta | Doelsaldo Finland – Malta |
| ----------------- | --------------- | ------------- | ------ | ----------- | ------------------------- |
| WK-kwalificatie   | 1               | 1             | 0      | 0           | 1 − 0                     |
| EK-kwalificatie   | 2               | 1             | 1      | 0           | 3 − 1                     |
| Vriendschappelijk | 6               | 4             | 1      | 1           | 11 − 4                    |
| Totaal            | 9               | 6             | 2      | 1           | 15 − 5                    |

Wedstrijden bepaald door strafschoppen worden, in lijn met de FIFA, als een gelijkspel gerekend.

## Details

### Eerste ontmoeting
| Vriendschappelijk (Ta' Qali, Malta, 7 februari 1988): |              | |
| Malta | 2 – 0        | Finland |
| Carmel Busuttil 32' Carmel Busuttil 35' | goals        | |
| Horst Heese | bondscoach   | Jukka Vakkila |
| David Cluett Edwin Camilleri Alex Azzopardi Joe Brincat Martin Scicluna John Buttigieg Carmel Busuttil Ray Vella David Carabott Charles Micallef Michael Degiorgio | opstellingen | Olavi Huttunen Erkka Petäjä Esa Pekonen Jari Europaeus 65' Erik Holmgren 70' Jari Rinne Markus Törnvall Kari Rissanen Jarmo Alatensiö Ari Hjelm Ari Valvee |
| | wissels      | 65' Marko Myyry 70' Jari Rinne |
| - Debuut van Charles Micallef (Żurrieq FC) voor Malta. - Eerste duel van Malta onder leiding van bondscoach Horst Heese.                                           |              | |

### Tweede ontmoeting
| Vriendschappelijk (Ta' Qali, Malta, 12 februari 1989): |       |         |
| Malta                                                  | 0 – 0 | Finland |
|                                                        | goals |         |

### Derde ontmoeting
| EK 1992 kwalificatie (Ta' Qali, Malta, 25 november 1990): |       |                   |
| Malta                                                     | 1 – 1 | Finland           |
| Hubert Suda 74'                                           | goals | 87' Erik Holmgren |

### Vijfde ontmoeting
| Vriendschappelijk (Ta' Qali, Malta, 25 maart 1998):                                           |       |                                   |
| Malta                                                                                         | 0 – 2 | Finland                           |
|                                                                                               | goals | 1' Aki Riihilahti 51' Jarkko Wiss |
| - Debuut van Jussi Jääskeläinen (Bolton Wanderers) en Tomi Kinnunen (VPS Vaasa) voor Finland. |       |                                   |

### Zesde ontmoeting
| Vriendschappelijk (Ta' Qali, Malta, 31 maart 2004): |       |                                          |
| Malta                                               | 1 – 2 | Finland                                  |
| Michael Mifsud 90'                                  | goals | 51' Aleksej Jerjomenko 84' Jari Litmanen |

### Zevende ontmoeting
| Vriendschappelijk (Ta' Qali, Malta, 3 maart 2010): |       |                                               |
| Malta                                              | 1 – 2 | Finland                                       |
| Michael Mifsud 17'                                 | goals | 66' (pen.) Roman Jerjomenko 69' Mika Väyrynen |

### Achtste ontmoeting
| Vriendschappelijk (Belek, Turkije, 26 maart 2018):                                        |       |       |
| Finland                                                                                   | 5 – 0 | Malta |
| Teemu Pukki 13' Kalle Taimi 23' Teemu Pukki 27' Fredrik Jensen 84' Pyry Soiri 88'         | goals |       |
| - Debuut van Michael Johnson (Balzan FC) en Triston Caruana (Ħamrun Spartans) voor Malta. |       |       |

Finse voetbalbond · A-internationals · Bondscoaches · Statistieken · Fins vrouwenelftal · Olympisch elftal · Finland U21 · Finland U20 · Finland U19 · Finland U18 · Finland U17 · Finland U16
1911 – 1919 ·
1920 – 1929 ·
1930 – 1939 ·
1940 – 1949 ·
1950 – 1959 ·
1960 – 1969 ·
1970 – 1979 ·
1980 – 1989 ·
1990 – 1999 ·
2000 – 2009 ·
2010 – 2019 ·
2020 − 2029
EK 2020
OS 1912 ·
OS 1936 ·
OS 1952 ·
OS 1980
1911 · 
1912 · 
1913 · 
1914 · 
1915 · 1916 · 1917 · 1918 · 
1919 · 
1920 · 
1921 · 
1922 · 
1923 · 
1924 · 
1925 · 
1926 · 
1927 · 
1928 · 
1929 · 
1930 · 
1931 · 
1932 · 
1933 · 
1934 · 
1935 · 
1936 · 
1937 · 
1938 · 
1939 · 
1940 · 
1941 · 
1942 · 
1943 · 
1944 · 
1945 · 
1946 · 
1947 · 
1948 · 
1949 · 
1950 · 
1952 · 
1952 · 
1953 · 
1954 · 
1955 · 
1956 · 
1957 · 
1958 · 
1959 · 
1960 · 
1961 · 
1962 · 
1963 · 
1964 · 
1965 · 
1966 · 
1967 · 
1968 · 
1969 · 
1970 · 
1971 · 
1972 · 
1973 · 
1974 · 
1975 · 
1976 · 
1977 · 
1978 · 
1979 · 
1980 · 
1981 · 
1982 · 
1983 · 
1984 · 
1985 · 
1986 · 
1987 · 
1988 · 
1989 · 
1990 · 
1991 · 
1992 · 
1993 · 
1994 · 
1995 · 
1996 · 
1997 · 
1998 · 
1999 · 
2000 · 
2001 · 
2002 · 
2003 · 
2004 · 
2005 · 
2006 · 
2007 · 
2008 · 
2009 · 
2010 · 
2011 · 
2012 · 
2013 · 
2014 · 
2015 · 
2016 · 
2017 · 
2018 ·
2019 ·
2020
Albanië ·
Algerije ·
Andorra ·
Armenië ·
Azerbeidzjan ·
Bahrein ·
Barbados ·
België ·
Bermuda ·
Bolivia ·
Bosnië en Herzegovina ·
Brazilië ·
Bulgarije ·
Canada ·
Chili ·
China ·
Colombia ·
Costa Rica ·
Cyprus ·
Denemarken ·
DDR ·
(West-)Duitsland ·
Ecuador ·
Egypte ·
Engeland ·
Estland ·
Faeröer ·
Frankrijk ·
Georgië ·
Griekenland ·
Honduras ·
Hongarije ·
Ierland ·
IJsland ·
India ·
Irak ·
Israël ·
Italië ·
Japan ·
Jemen ·
Joegoslavië ·
Jordanië ·
Kameroen ·
Kazachstan ·
Koeweit ·
Kosovo ·
Kroatië ·
Letland ·
Liechtenstein ·
Litouwen ·
Luxemburg ·
Maleisië ·
Malta ·
Marokko ·
Mexico ·
Moldavië ·
Montenegro ·
Nederland ·
Noord-Ierland ·
Noord-Korea ·
Noord-Macedonië ·
Noorwegen ·
Oekraïne · 
Oman ·
Oostenrijk ·
Peru ·
Polen ·
Portugal ·
Qatar ·
Roemenië ·
Rusland ·
San Marino ·
Saoedi-Arabië ·
Schotland ·
Servië ·
Servië en Montenegro ·
Singapore ·
Slovenië ·
Slowakije ·
Sovjet-Unie ·
Spanje ·
Thailand ·
Trinidad en Tobago ·
Tsjechië ·
Tsjecho-Slowakije ·
Tunesië ·
Turkije ·
Uruguay ·
Verenigde Arabische Emiraten ·
Verenigde Staten ·
Wales ·
Wit-Rusland ·
Zuid-Korea ·
Zweden ·
Zwitserland
België (2021) · 
Denemarken (2021) · 
Rusland (2021)
Malta Football Association · A-internationals · Bondscoaches · Statistieken · Maltees vrouwenelftal · Malta U21 · Malta U20 · Malta U19 · Malta U18 · Malta U17 · Malta U16
1957 – 1959 ·
1960 – 1969 ·
1970 – 1979 ·
1980 – 1989 ·
1990 – 1999 ·
2000 – 2009 ·
2010 – 2019 ·
2020 − 2029
1957 · 
1958 · 
1959 · 
1960 · 
1961 · 
1962 · 
1963 · 
1964 · 
1965 · 
1966 · 
1967 · 1968 · 
1969 · 
1970 · 
1971 · 
1972 · 
1973 · 
1974 · 
1975 · 
1976 · 
1977 · 
1978 · 
1979 · 
1980 · 
1981 · 
1982 · 
1983 · 
1984 · 
1985 · 
1986 · 
1987 · 
1988 · 
1989 · 
1990 ·
1991 · 
1992 · 
1993 · 
1994 · 
1995 · 
1996 · 
1997 · 
1998 · 
1999 · 
2000 · 
2001 · 
2002 · 
2003 · 
2004 · 
2005 · 
2006 · 
2007 · 
2008 · 
2009 · 
2010 · 
2011 · 
2012 · 
2013 · 
2014 · 
2015 · 
2016 ·
2017 ·
2018 ·
2019 ·
2020 ·
2021 ·
2022
Albanië ·
Algerije ·
Andorra ·
Angola ·
Armenië ·
Azerbeidzjan ·
België ·
Bosnië en Herzegovina · 
Bulgarije ·
Canada ·
Centraal-Afrikaanse Republiek ·
Cyprus ·
DDR ·
Denemarken ·
Duitsland ·
Egypte ·
Engeland ·
Estland ·
Faeröer ·
Finland ·
Frankrijk ·
Gabon ·
Georgië ·
Gibraltar · 
Griekenland ·
Hongarije ·
Ierland ·
IJsland ·
Indonesië ·
Israël ·
Italië ·
Japan ·
Joegoslavië ·
Jordanië ·
Kaapverdië ·
Kazachstan ·
Koeweit ·
Kosovo ·
Kroatië ·
Letland ·
Libanon ·
Libië ·
Liechtenstein ·
Litouwen ·
Luxemburg ·
Moldavië ·
Nederland ·
Noord-Ierland ·
Noord-Macedonië ·
Noorwegen ·
Oekraïne ·
Oostenrijk ·
Polen ·
Portugal ·
Qatar ·
Roemenië ·
Rusland ·
San Marino ·
Schotland ·
Slovenië ·
Slowakije ·
Spanje ·
Thailand ·
Tsjechië ·
Tsjecho-Slowakije ·
Tunesië · 
Turkije · 
Venezuela · 
Verenigde Arabische Emiraten ·
Verenigde Staten ·
Wales ·
Wit-Rusland ·
Zuid-Afrika ·
Zuid-Korea ·
Zweden ·
Zwitserland